# Handball-Europameisterschaft der Frauen 2018/Qualifikation
Diese Seite beschreibt die Qualifikation zur Handball-Europameisterschaft der Frauen 2018.

## Modus
An der Europameisterschaft 2018 nehmen 16 Nationalmannschaften teil. Der gastgebende Verband Frankreich steht als Teilnehmer fest. Die übrigen 15 Startplätze werden in zwei Qualifikationsrunden ermittelt. Die Gruppensieger der ersten Runde qualifizieren sich für die zweite Runde. In der zweiten Runde werden die 15 teilnahmeberechtigten Mannschaften aus weiteren 28 Mannschaften ermittelt.

## 1. Qualifikationsrunde

### Gruppe A
| Pl. | Land         | Sp. | S | U | N | Tore    | Diff. | Punkte |
| --- | ------------ | --- | - | - | - | ------- | ----- | ------ |
| 1.  | Färöer       | 2   | 2 | 0 | 0 | 045:410 | +4    | 04:00  |
| 2.  | Griechenland | 2   | 1 | 0 | 1 | 053:450 | +8    | 02:20  |
| 3.  | Finnland     | 2   | 0 | 0 | 2 | 037:490 | −12   | 00:40  |

| 9. Juni 2017 19:00 Uhr | Griechenland            | 29:20        | Finnland                                        | OAKA Olympic Indoor Hall, Athen Zuschauer: 700 Schiedsrichter: Manea, Iliescu |
| 9. Juni 2017 19:00 Uhr | meiste Tore: Tsakalou 7 | (16:11)      | meiste Tore: Hilli, Lindahl, Nyholm, Salokivi 3 | OAKA Olympic Indoor Hall, Athen Zuschauer: 700 Schiedsrichter: Manea, Iliescu |
| 9. Juni 2017 19:00 Uhr | Strafen: 3× 4×          | Spielbericht | Strafen: 3× 4×                                  | OAKA Olympic Indoor Hall, Athen Zuschauer: 700 Schiedsrichter: Manea, Iliescu |

| 10. Juni 2017 19:00 Uhr | Färöer                         | 25:24        | Griechenland            | OAKA Olympic Indoor Hall, Athen Zuschauer: 800 Schiedsrichter: Manea, Iliescu |
| 10. Juni 2017 19:00 Uhr | meiste Tore: Armgarðardóttir 9 | (15:10)      | meiste Tore: Tsakalou 9 | OAKA Olympic Indoor Hall, Athen Zuschauer: 800 Schiedsrichter: Manea, Iliescu |
| 10. Juni 2017 19:00 Uhr | Strafen: 3× 6×                 | Spielbericht | Strafen: 3×             | OAKA Olympic Indoor Hall, Athen Zuschauer: 800 Schiedsrichter: Manea, Iliescu |

| 11. Juni 2017 15:00 Uhr | Finnland                      | 17:20        | Färöer                         | OAKA Olympic Indoor Hall, Athen Zuschauer: 300 Schiedsrichter: Manea, Iliescu |
| 11. Juni 2017 15:00 Uhr | meiste Tore: Hilli, Näräkkä 4 | (5:8)        | meiste Tore: Armgarðardóttir 6 | OAKA Olympic Indoor Hall, Athen Zuschauer: 300 Schiedsrichter: Manea, Iliescu |
| 11. Juni 2017 15:00 Uhr | Strafen: 3× 1×                | Spielbericht | Strafen: 2× 3×                 | OAKA Olympic Indoor Hall, Athen Zuschauer: 300 Schiedsrichter: Manea, Iliescu |

### Gruppe B
| Pl. | Land     | Sp. | S | U | N | Tore    | Diff. | Punkte |
| --- | -------- | --- | - | - | - | ------- | ----- | ------ |
| 1.  | Kosovo   | 2   | 2 | 0 | 0 | 062:440 | +18   | 04:00  |
| 2.  | Israel   | 2   | 1 | 0 | 1 | 056:590 | −3    | 02:20  |
| 3.  | Georgien | 2   | 0 | 0 | 2 | 046:610 | −15   | 00:40  |

| 9. Juni 2017 18:00 Uhr | Georgien                    | 27:31        | Israel                    | Palace of Youth and Sports, Pristina Zuschauer: 150 Schiedsrichter: Markovska, Vutov |
| 9. Juni 2017 18:00 Uhr | meiste Tore: Kunelashvili 7 | (10:14)      | meiste Tore: Ben Itzhak 9 | Palace of Youth and Sports, Pristina Zuschauer: 150 Schiedsrichter: Markovska, Vutov |
| 9. Juni 2017 18:00 Uhr | Strafen: 3× 5×              | Spielbericht | Strafen: 3× 7×            | Palace of Youth and Sports, Pristina Zuschauer: 150 Schiedsrichter: Markovska, Vutov |

| 10. Juni 2017 18:00 Uhr | Kosovo                | 30:19        | Georgien                                        | Palace of Youth and Sports, Pristina Zuschauer: 650 Schiedsrichter: Markovska, Vutov |
| 10. Juni 2017 18:00 Uhr | meiste Tore: Demaj 11 | (16:7)       | meiste Tore: Chokheli, Kunelashvili, Venetski 4 | Palace of Youth and Sports, Pristina Zuschauer: 650 Schiedsrichter: Markovska, Vutov |
| 10. Juni 2017 18:00 Uhr | Strafen: 3× 4×        | Spielbericht | Strafen: 3× 4× 1×                               | Palace of Youth and Sports, Pristina Zuschauer: 650 Schiedsrichter: Markovska, Vutov |

| 11. Juni 2017 18:00 Uhr | Israel                | 25:32        | Kosovo                | Palace of Youth and Sports, Pristina Zuschauer: 700 Schiedsrichter: Markovska, Vutov |
| 11. Juni 2017 18:00 Uhr | meiste Tore: Vakrat 6 | (12:12)      | meiste Tore: Demaj 16 | Palace of Youth and Sports, Pristina Zuschauer: 700 Schiedsrichter: Markovska, Vutov |
| 11. Juni 2017 18:00 Uhr | Strafen: 3× 6× 1×     | Spielbericht | Strafen: 3× 5×        | Palace of Youth and Sports, Pristina Zuschauer: 700 Schiedsrichter: Markovska, Vutov |

## 2. Qualifikationsrunde
Die Auslosung der Gruppen fand am 21. April 2017 in Paris statt. Die Gruppenspiele werden zwischen September 2017 und Juni 2018 ausgetragen.

### Gruppe 1
| Pl. | Land     | Sp. | S | U | N | Tore      | Diff. | Punkte |
| --- | -------- | --- | - | - | - | --------- | ----- | ------ |
| 1.  | Norwegen | 6   | 6 | 0 | 0 | 0196:1250 | +71   | 012:00 |
| 2.  | Kroatien | 6   | 3 | 0 | 3 | 0167:1600 | +7    | 06:60  |
| 3.  | Schweiz  | 6   | 2 | 0 | 4 | 0117:1710 | −54   | 04:80  |
| 4.  | Ukraine  | 6   | 1 | 0 | 5 | 0130:1540 | −24   | 02:100 |

| 27. September 2017 18:00 Uhr | Kroatien             | 32:28        | Schweiz                | Športska dvorana Sutinska vrela, Zagreb Zuschauer: 250 Schiedsrichter: Martins, Martins |
| 27. September 2017 18:00 Uhr | meiste Tore: Vidak 7 | (19:12)      | meiste Tore: Scherer 8 | Športska dvorana Sutinska vrela, Zagreb Zuschauer: 250 Schiedsrichter: Martins, Martins |
| 27. September 2017 18:00 Uhr | Strafen: 3×          | Spielbericht | Strafen: 2× 3×         | Športska dvorana Sutinska vrela, Zagreb Zuschauer: 250 Schiedsrichter: Martins, Martins |

| 27. September 2017 18:15 Uhr | Norwegen                          | 35:22        | Ukraine                       | Stjørdalshallen, Stjørdal Zuschauer: 2.878 Schiedsrichter: Šniurevičius, Grigalionis |
| 27. September 2017 18:15 Uhr | meiste Tore: Brattset, Jacobsen 8 | (19:13)      | meiste Tore: Borschtschenko 5 | Stjørdalshallen, Stjørdal Zuschauer: 2.878 Schiedsrichter: Šniurevičius, Grigalionis |
| 27. September 2017 18:15 Uhr | Strafen: 2× 1×                    | Spielbericht | Strafen: 3× 2×                | Stjørdalshallen, Stjørdal Zuschauer: 2.878 Schiedsrichter: Šniurevičius, Grigalionis |

| 1. Oktober 2017 17:00 Uhr | Schweiz                                                  | 12:29        | Norwegen                      | Stadthalle Kleinholz, Olten Zuschauer: 1.675 Schiedsrichter: Marić, Mašić |
| 1. Oktober 2017 17:00 Uhr | meiste Tore: Amrein, Bachmann, Hodel, Ineichen, Kündig 2 | (5:12)       | meiste Tore: V. Kristiansen 5 | Stadthalle Kleinholz, Olten Zuschauer: 1.675 Schiedsrichter: Marić, Mašić |
| 1. Oktober 2017 17:00 Uhr | Strafen: 3× 1×                                           | Spielbericht | Strafen: 2×                   | Stadthalle Kleinholz, Olten Zuschauer: 1.675 Schiedsrichter: Marić, Mašić |

| 1. Oktober 2017 19:00 Uhr | Ukraine                 | 26:22        | Kroatien                 | Sport Manezh of Sumy State University, Sumy Zuschauer: 1.000 Schiedsrichter: Florescu, Stoia |
| 1. Oktober 2017 19:00 Uhr | meiste Tore: Wolownyk 8 | (16:11)      | meiste Tore: Mičijević 7 | Sport Manezh of Sumy State University, Sumy Zuschauer: 1.000 Schiedsrichter: Florescu, Stoia |
| 1. Oktober 2017 19:00 Uhr | Strafen: 3× 2×          | Spielbericht | Strafen: 3×              | Sport Manezh of Sumy State University, Sumy Zuschauer: 1.000 Schiedsrichter: Florescu, Stoia |

| 21. März 2018 18:00 Uhr | Kroatien             | 25:32        | Norwegen                   | Športska dvorana Sutinska vrela, Zagreb Zuschauer: 600 Schiedsrichter: Alpaidse, Berjoskina |
| 21. März 2018 18:00 Uhr | meiste Tore: Benko 8 | (10:18)      | meiste Tore: Kristiansen 8 | Športska dvorana Sutinska vrela, Zagreb Zuschauer: 600 Schiedsrichter: Alpaidse, Berjoskina |
| 21. März 2018 18:00 Uhr | Strafen: 2× 5×       | Spielbericht | Strafen: 2×                | Športska dvorana Sutinska vrela, Zagreb Zuschauer: 600 Schiedsrichter: Alpaidse, Berjoskina |

| 21. März 2018 20:00 Uhr | Schweiz                | 21:15        | Ukraine                | GoEasy Arena, Untersiggenthal Zuschauer: 1.175 Schiedsrichter: Doychinov, Goretsov |
| 21. März 2018 20:00 Uhr | meiste Tore: Weigelt 6 | (9:7)        | meiste Tore: Snopowa 5 | GoEasy Arena, Untersiggenthal Zuschauer: 1.175 Schiedsrichter: Doychinov, Goretsov |
| 21. März 2018 20:00 Uhr | Strafen: 2× 3×         | Spielbericht | Strafen: 2× 5×         | GoEasy Arena, Untersiggenthal Zuschauer: 1.175 Schiedsrichter: Doychinov, Goretsov |

| 25. März 2018 18:15 Uhr | Norwegen                | 33:27        | Kroatien               | Nadderud Arena, Bekkestua Zuschauer: 1.921 Schiedsrichter: Pech, Vágvölgyi |
| 25. März 2018 18:15 Uhr | meiste Tore: Kurtović 7 | (13:12)      | meiste Tore: Posavec 5 | Nadderud Arena, Bekkestua Zuschauer: 1.921 Schiedsrichter: Pech, Vágvölgyi |
| 25. März 2018 18:15 Uhr | Strafen: 3× 5×          | Spielbericht | Strafen: 3× 9×         | Nadderud Arena, Bekkestua Zuschauer: 1.921 Schiedsrichter: Pech, Vágvölgyi |

| 25. März 2018 19:00 Uhr | Ukraine                        | 21:22        | Schweiz                               | Sportpalast Kiew, Kiew Zuschauer: 1.950 Schiedsrichter: M. Bennani, S. Bennani |
| 25. März 2018 19:00 Uhr | meiste Tore: Borschtschenko 10 | (9:9)        | meiste Tore: Gautschi, Hodel, Murer 5 | Sportpalast Kiew, Kiew Zuschauer: 1.950 Schiedsrichter: M. Bennani, S. Bennani |
| 25. März 2018 19:00 Uhr | Strafen: 3× 1×                 | Spielbericht | Strafen: 1× 4×                        | Sportpalast Kiew, Kiew Zuschauer: 1.950 Schiedsrichter: M. Bennani, S. Bennani |

| 30. Mai 2018 19:00 Uhr | Ukraine               | 21:26        | Norwegen                             | Sportpalast Kiew, Kiew Zuschauer: 1.500 Schiedsrichter: Brkic, Jusufhodzic |
| 30. Mai 2018 19:00 Uhr | meiste Tore: Hlibko 7 | (8:10)       | meiste Tore: Jacobsen, Kristiansen 5 | Sportpalast Kiew, Kiew Zuschauer: 1.500 Schiedsrichter: Brkic, Jusufhodzic |
| 30. Mai 2018 19:00 Uhr | Strafen: 3×           | Spielbericht | Strafen: 2×                          | Sportpalast Kiew, Kiew Zuschauer: 1.500 Schiedsrichter: Brkic, Jusufhodzic |

| 30. Mai 2018 20:00 Uhr | Schweiz                | 16:33        | Kroatien                 | Stadthalle Sursee, Sursee Zuschauer: 1.725 Schiedsrichter: Vranes, Wenninger |
| 30. Mai 2018 20:00 Uhr | meiste Tore: Weigelt 5 | (8:13)       | meiste Tore: Mičijević 7 | Stadthalle Sursee, Sursee Zuschauer: 1.725 Schiedsrichter: Vranes, Wenninger |
| 30. Mai 2018 20:00 Uhr | Strafen: 2× 5×         | Spielbericht | Strafen: 2× 6× 1×        | Stadthalle Sursee, Sursee Zuschauer: 1.725 Schiedsrichter: Vranes, Wenninger |

| 2. Juni 2018 19:15 Uhr | Norwegen               | 41:18        | Schweiz                | Boligmappa Arena Larvik, Larvik Zuschauer: 2.325 Schiedsrichter: Şimşek, Hatipoğlu |
| 2. Juni 2018 19:15 Uhr | meiste Tore: Solberg 9 | (16:6)       | meiste Tore: Weigelt 4 | Boligmappa Arena Larvik, Larvik Zuschauer: 2.325 Schiedsrichter: Şimşek, Hatipoğlu |
| 2. Juni 2018 19:15 Uhr | Strafen: 3× 1×         | Spielbericht | Strafen: 3× 2×         | Boligmappa Arena Larvik, Larvik Zuschauer: 2.325 Schiedsrichter: Şimşek, Hatipoğlu |

| 2. Juni 2018 18:00 Uhr | Kroatien             | 28:25        | Ukraine               | Športska dvorana Borovo Naselje, Vukovar Zuschauer: 900 Schiedsrichter: Ben-Dan, Faran |
| 2. Juni 2018 18:00 Uhr | meiste Tore: Benko 7 | (15:12)      | meiste Tore: Hlibko 8 | Športska dvorana Borovo Naselje, Vukovar Zuschauer: 900 Schiedsrichter: Ben-Dan, Faran |
| 2. Juni 2018 18:00 Uhr | Strafen: 3× 6×       | Spielbericht | Strafen: 3× 4×        | Športska dvorana Borovo Naselje, Vukovar Zuschauer: 900 Schiedsrichter: Ben-Dan, Faran |

### Gruppe 2
| Pl. | Land       | Sp. | S | U | N | Tore      | Diff. | Punkte |
| --- | ---------- | --- | - | - | - | --------- | ----- | ------ |
| 1.  | Montenegro | 6   | 6 | 0 | 0 | 0161:1280 | +33   | 012:00 |
| 2.  | Polen      | 6   | 4 | 0 | 2 | 0171:1380 | +33   | 08:40  |
| 3.  | Slowakei   | 6   | 2 | 0 | 4 | 0129:1430 | −14   | 04:80  |
| 4.  | Italien    | 6   | 0 | 0 | 6 | 0113:1650 | −52   | 00:120 |

| 27. September 2017 18:00 Uhr | Polen                   | 40:13        | Italien                | Hala Widowiskowo Sportowa, Lubin Zuschauer: 1.900 Schiedsrichter: Frieser, Kavulič |
| 27. September 2017 18:00 Uhr | meiste Tore: Lisewska 7 | (16:8)       | meiste Tore: Rotondo 6 | Hala Widowiskowo Sportowa, Lubin Zuschauer: 1.900 Schiedsrichter: Frieser, Kavulič |
| 27. September 2017 18:00 Uhr | Strafen: 1×             | Spielbericht | Strafen: 3×            | Hala Widowiskowo Sportowa, Lubin Zuschauer: 1.900 Schiedsrichter: Frieser, Kavulič |

| 28. September 2017 17:00 Uhr | Montenegro              | 24:23        | Slowakei                 | SC Topolica, Bar Zuschauer: 2.100 Schiedsrichter: Pandžić, Šatordžija |
| 28. September 2017 17:00 Uhr | meiste Tore: Jauković 8 | (14:12)      | meiste Tore: Rajnohová 4 | SC Topolica, Bar Zuschauer: 2.100 Schiedsrichter: Pandžić, Šatordžija |
| 28. September 2017 17:00 Uhr | Strafen: 3× 6×          | Spielbericht | Strafen: 3× 5×           | SC Topolica, Bar Zuschauer: 2.100 Schiedsrichter: Pandžić, Šatordžija |

| 1. Oktober 2017 16:00 Uhr | Slowakei                  | 20:29        | Polen                       | City Sport Hall Nitra, Nitra Zuschauer: 1.000 Schiedsrichter: Ilieva, Karbeska |
| 1. Oktober 2017 16:00 Uhr | meiste Tore: Jakubisová 5 | (9:13)       | meiste Tore: Kudłacz-Gloc 7 | City Sport Hall Nitra, Nitra Zuschauer: 1.000 Schiedsrichter: Ilieva, Karbeska |
| 1. Oktober 2017 16:00 Uhr | Strafen: 2× 3×            | Spielbericht | Strafen: 2× 3×              | City Sport Hall Nitra, Nitra Zuschauer: 1.000 Schiedsrichter: Ilieva, Karbeska |

| 1. Oktober 2017 16:30 Uhr | Italien               | 16:23        | Montenegro           | Palasport San Filippo, Brescia Zuschauer: 2.000 Schiedsrichter: Smailagic, Smailagic |
| 1. Oktober 2017 16:30 Uhr | meiste Tore: Landri 5 | (5:12)       | meiste Tore: Ujkić 6 | Palasport San Filippo, Brescia Zuschauer: 2.000 Schiedsrichter: Smailagic, Smailagic |
| 1. Oktober 2017 16:30 Uhr | Strafen: 3× 4×        | Spielbericht | Strafen: 3× 5×       | Palasport San Filippo, Brescia Zuschauer: 2.000 Schiedsrichter: Smailagic, Smailagic |

| 21. März 2018 17:45 Uhr | Polen                                 | 20:26        | Montenegro              | Hala Sportowo-Widowiskowa Gdynia, Gdynia Zuschauer: 2.050 Schiedsrichter: Năstase, Raluca Stancu |
| 21. März 2018 17:45 Uhr | meiste Tore: Kudłacz-Gloc, Lisewska 5 | (9:14)       | meiste Tore: Raičević 8 | Hala Sportowo-Widowiskowa Gdynia, Gdynia Zuschauer: 2.050 Schiedsrichter: Năstase, Raluca Stancu |
| 21. März 2018 17:45 Uhr | Strafen: 3×                           | Spielbericht | Strafen: 2× 4×          | Hala Sportowo-Widowiskowa Gdynia, Gdynia Zuschauer: 2.050 Schiedsrichter: Năstase, Raluca Stancu |

| 21. März 2018 18:15 Uhr | Italien                     | 20:21        | Slowakei                          | Palagolfo, Follonica Zuschauer: 1.500 Schiedsrichter: Luque Cabrejas, Pascual Sánchez |
| 21. März 2018 18:15 Uhr | meiste Tore: Niederwieser 5 | (8:6)        | meiste Tore: Holešová, Szarková 6 | Palagolfo, Follonica Zuschauer: 1.500 Schiedsrichter: Luque Cabrejas, Pascual Sánchez |
| 21. März 2018 18:15 Uhr | Strafen: 2× 3×              | Spielbericht | Strafen: 3×                       | Palagolfo, Follonica Zuschauer: 1.500 Schiedsrichter: Luque Cabrejas, Pascual Sánchez |

| 24. März 2018 15:00 Uhr | Slowakei                | 20:17        | Italien                                                  | Mestská športová hala, Šaľa Zuschauer: 1.200 Schiedsrichter: Barysas, Petrušis |
| 24. März 2018 15:00 Uhr | meiste Tore: Holešová 7 | (8:11)       | meiste Tore: Niederwieser, Gheorghe, Cappellaro, Babbo 3 | Mestská športová hala, Šaľa Zuschauer: 1.200 Schiedsrichter: Barysas, Petrušis |
| 24. März 2018 15:00 Uhr | Strafen: 2× 5×          | Spielbericht | Strafen: 2× 8×                                           | Mestská športová hala, Šaľa Zuschauer: 1.200 Schiedsrichter: Barysas, Petrušis |

| 24. März 2018 18:00 Uhr | Montenegro                | 33:23        | Polen                          | Sportski Centar Ada, Pljevlja Zuschauer: 4.000 Schiedsrichter: Horváth, Marton |
| 24. März 2018 18:00 Uhr | meiste Tore: Radičević 11 | (14:13)      | meiste Tore: Grzyb, Lisewska 6 | Sportski Centar Ada, Pljevlja Zuschauer: 4.000 Schiedsrichter: Horváth, Marton |
| 24. März 2018 18:00 Uhr | Strafen: 3× 5×            | Spielbericht | Strafen: 1× 3×                 | Sportski Centar Ada, Pljevlja Zuschauer: 4.000 Schiedsrichter: Horváth, Marton |

| 31. Mai 2018 19:00 Uhr | Slowakei                | 24:27        | Montenegro              | Chemkostav Aréna, Michalovce Zuschauer: 1.200 Schiedsrichter: D. Martins, R. Martins |
| 31. Mai 2018 19:00 Uhr | meiste Tore: Szarková 6 | (10:11)      | meiste Tore: Raičević 8 | Chemkostav Aréna, Michalovce Zuschauer: 1.200 Schiedsrichter: D. Martins, R. Martins |
| 31. Mai 2018 19:00 Uhr | Strafen: 3×             | Spielbericht | Strafen: 3×             | Chemkostav Aréna, Michalovce Zuschauer: 1.200 Schiedsrichter: D. Martins, R. Martins |

| 31. Mai 2018 20:30 Uhr | Italien                     | 25:33        | Polen                       | Palazzetto dello Sport, Rom Zuschauer: 1.200 Schiedsrichter: Gonzurek, Cindrić |
| 31. Mai 2018 20:30 Uhr | meiste Tore: Niederwieser 7 | (8:16)       | meiste Tore: Kudłacz-Gloc 9 | Palazzetto dello Sport, Rom Zuschauer: 1.200 Schiedsrichter: Gonzurek, Cindrić |
| 31. Mai 2018 20:30 Uhr | Strafen: 3×                 | Spielbericht | Strafen: 2× 3×              | Palazzetto dello Sport, Rom Zuschauer: 1.200 Schiedsrichter: Gonzurek, Cindrić |

| 2. Juni 2018 17:30 Uhr | Montenegro           | 28:22        | Italien                          | Verde Complex, Podgorica Zuschauer: 1.350 Schiedsrichter: Christidi, Papamattheou |
| 2. Juni 2018 17:30 Uhr | meiste Tore: Ujkić 5 | (16:8)       | meiste Tore: Del Balzo, Landri 4 | Verde Complex, Podgorica Zuschauer: 1.350 Schiedsrichter: Christidi, Papamattheou |
| 2. Juni 2018 17:30 Uhr | Strafen: 1× 2×       | Spielbericht | Strafen: 3× 2×                   | Verde Complex, Podgorica Zuschauer: 1.350 Schiedsrichter: Christidi, Papamattheou |

| 3. Juni 2018 18:30 Uhr | Polen                 | 26:21        | Slowakei                 | Hala Widowiskowa Sportowa, Koszalin Zuschauer: 2.500 Schiedsrichter: K. Gasmi, R. Gasmi |
| 3. Juni 2018 18:30 Uhr | meiste Tore: Drabik 6 | (12:7)       | meiste Tore: Rajnohová 6 | Hala Widowiskowa Sportowa, Koszalin Zuschauer: 2.500 Schiedsrichter: K. Gasmi, R. Gasmi |
| 3. Juni 2018 18:30 Uhr | Strafen: 3× 5×        | Spielbericht | Strafen: 2× 5×           | Hala Widowiskowa Sportowa, Koszalin Zuschauer: 2.500 Schiedsrichter: K. Gasmi, R. Gasmi |

### Gruppe 3
| Pl. | Land           | Sp. | S | U | N | Tore      | Diff. | Punkte |
| --- | -------------- | --- | - | - | - | --------- | ----- | ------ |
| 1.  | Serbien        | 6   | 5 | 0 | 1 | 0197:1480 | +49   | 010:20 |
| 2.  | Schweden       | 6   | 5 | 0 | 1 | 0189:1340 | +55   | 010:20 |
| 3.  | Nordmazedonien | 6   | 2 | 0 | 4 | 0153:1770 | −24   | 04:80  |
| 4.  | Färöer         | 6   | 0 | 0 | 6 | 0104:1840 | −80   | 00:120 |

| 27. September 2017 18:00 Uhr | Serbien                     | 36:20        | Färöer                         | Sportska hala „Dragutin Tomašević“, Opština Petrovac na Mlavi Zuschauer: 1.600 Schiedsrichter: Jović, Arnautović |
| 27. September 2017 18:00 Uhr | meiste Tore: Krpež Šlezak 7 | (16:9)       | meiste Tore: Armgarðardóttir 5 | Sportska hala „Dragutin Tomašević“, Opština Petrovac na Mlavi Zuschauer: 1.600 Schiedsrichter: Jović, Arnautović |
| 27. September 2017 18:00 Uhr | Strafen: 2×                 | Spielbericht | Strafen: 3×                    | Sportska hala „Dragutin Tomašević“, Opština Petrovac na Mlavi Zuschauer: 1.600 Schiedsrichter: Jović, Arnautović |

| 27. September 2017 18:30 Uhr | Schweden              | 38:26        | Mazedonien                   | Färs & Frosta Sparbank Arena, Lund Zuschauer: 2.300 Schiedsrichter: Kijauskaitė, Žalienė |
| 27. September 2017 18:30 Uhr | meiste Tore: Hagman 8 | (18:13)      | meiste Tore: Gjeorgjievska 9 | Färs & Frosta Sparbank Arena, Lund Zuschauer: 2.300 Schiedsrichter: Kijauskaitė, Žalienė |
| 27. September 2017 18:30 Uhr | Strafen: 2×           | Spielbericht | Strafen: 2× 3× 1×            | Färs & Frosta Sparbank Arena, Lund Zuschauer: 2.300 Schiedsrichter: Kijauskaitė, Žalienė |

| 1. Oktober 2017 17:00 Uhr | Färöer                         | 15:33        | Schweden               | Høllin á Hálsi, Tórshavn Zuschauer: 411 Schiedsrichter: Christidi, Papamattheou |
| 1. Oktober 2017 17:00 Uhr | meiste Tore: Armgarðardóttir 4 | (10:19)      | meiste Tore: Gulldén 6 | Høllin á Hálsi, Tórshavn Zuschauer: 411 Schiedsrichter: Christidi, Papamattheou |
| 1. Oktober 2017 17:00 Uhr | Strafen: 3× 2×                 | Spielbericht | Strafen: 2×            | Høllin á Hálsi, Tórshavn Zuschauer: 411 Schiedsrichter: Christidi, Papamattheou |

| 1. Oktober 2017 19:00 Uhr | Mazedonien                            | 27:33        | Serbien                     | SRC Kale, Skopje Zuschauer: 700 Schiedsrichter: Lončar, Lončar |
| 1. Oktober 2017 19:00 Uhr | meiste Tore: Gakidova, Keramichieva 6 | (15:14)      | meiste Tore: Krpež Šlezak 9 | SRC Kale, Skopje Zuschauer: 700 Schiedsrichter: Lončar, Lončar |
| 1. Oktober 2017 19:00 Uhr | Strafen: 2× 3×                        | Spielbericht | Strafen: 1× 2×              | SRC Kale, Skopje Zuschauer: 700 Schiedsrichter: Lončar, Lončar |

| 21. März 2018 18:00 Uhr | Serbien                     | 30:23        | Schweden              | Čair-Halle, Niš Zuschauer: 2.500 Schiedsrichter: Andorka, Hucker |
| 21. März 2018 18:00 Uhr | meiste Tore: Krpež Šlezak 8 | (9:15)       | meiste Tore: Hagman 5 | Čair-Halle, Niš Zuschauer: 2.500 Schiedsrichter: Andorka, Hucker |
| 21. März 2018 18:00 Uhr | Strafen: 3× 1×              | Spielbericht | Strafen: 2×           | Čair-Halle, Niš Zuschauer: 2.500 Schiedsrichter: Andorka, Hucker |

| 21. März 2018 19:00 Uhr | Färöer                   | 15:22        | Mazedonien               | Høllin á Hálsi, Tórshavn Zuschauer: 415 Schiedsrichter: Macho, Hájek |
| 21. März 2018 19:00 Uhr | meiste Tore: Samuelsen 5 | (7:7)        | meiste Tore: Ristovska 8 | Høllin á Hálsi, Tórshavn Zuschauer: 415 Schiedsrichter: Macho, Hájek |
| 21. März 2018 19:00 Uhr | Strafen: 2×              | Spielbericht | Strafen: 2×              | Høllin á Hálsi, Tórshavn Zuschauer: 415 Schiedsrichter: Macho, Hájek |

| 24. März 2018 16:00 Uhr | Schweden              | 31:30   | Serbien                      | Arena Skövde, Skövde Zuschauer: 2.310 Schiedsrichter: Baumgart, Wild |
| 24. März 2018 16:00 Uhr | meiste Tore: Hagman 8 | (16:13) | meiste Tore: Krpež Šlezak 11 | Arena Skövde, Skövde Zuschauer: 2.310 Schiedsrichter: Baumgart, Wild |
| 24. März 2018 16:00 Uhr | Spielbericht          |         |                              | Arena Skövde, Skövde Zuschauer: 2.310 Schiedsrichter: Baumgart, Wild |

| 25. März 2018 19:00 Uhr | Mazedonien               | 28:24        | Färöer                                           | SRC Kale, Skopje Zuschauer: 700 Schiedsrichter: Di Domenico, Fornasier |
| 25. März 2018 19:00 Uhr | meiste Tore: Sazdovska 7 | (14:8)       | meiste Tore: Christophersen, Djurhuus, Joensen 5 | SRC Kale, Skopje Zuschauer: 700 Schiedsrichter: Di Domenico, Fornasier |
| 25. März 2018 19:00 Uhr | Strafen: 3×              | Spielbericht | Strafen: 3× 7×                                   | SRC Kale, Skopje Zuschauer: 700 Schiedsrichter: Di Domenico, Fornasier |

| 30. Mai 2018 19:00 Uhr | Mazedonien                        | 20:32        | Schweden             | SRC Kale, Skopje Zuschauer: 600 Schiedsrichter: Hofer, Schmidhuber |
| 30. Mai 2018 19:00 Uhr | meiste Tore: Janeska, Ristovska 5 | (7:16)       | meiste Tore: Roberts | SRC Kale, Skopje Zuschauer: 600 Schiedsrichter: Hofer, Schmidhuber |
| 30. Mai 2018 19:00 Uhr | Strafen: 2× 4×                    | Spielbericht | Strafen: 2× 3×       | SRC Kale, Skopje Zuschauer: 600 Schiedsrichter: Hofer, Schmidhuber |

| 30. Mai 2018 19:00 Uhr | Färöer                | 17:33        | Serbien                                | Høllin á Hálsi, Tórshavn Zuschauer: 250 Schiedsrichter: Hermann, Madsen |
| 30. Mai 2018 19:00 Uhr | meiste Tore: Hansen 4 | (11:17)      | meiste Tore: Krpež Šlezak, Pop-Lazić 6 | Høllin á Hálsi, Tórshavn Zuschauer: 250 Schiedsrichter: Hermann, Madsen |
| 30. Mai 2018 19:00 Uhr | Strafen: 3× 1×        | Spielbericht | Strafen: 3× 2×                         | Høllin á Hálsi, Tórshavn Zuschauer: 250 Schiedsrichter: Hermann, Madsen |

| 2. Juni 2018 16:00 Uhr | Schweden                                    | 32:13        | Färöer                  | Idrottshuset Örebro Zuschauer: 1.574 Schiedsrichter: M. Sá, V. Sá |
| 2. Juni 2018 16:00 Uhr | meiste Tore: Mellegård, Tollbring, Westberg | (17:4)       | meiste Tore: Eystberg 6 | Idrottshuset Örebro Zuschauer: 1.574 Schiedsrichter: M. Sá, V. Sá |
| 2. Juni 2018 16:00 Uhr | Strafen: 2×                                 | Spielbericht | Strafen: 1× 6×          | Idrottshuset Örebro Zuschauer: 1.574 Schiedsrichter: M. Sá, V. Sá |

| 3. Juni 2018 18:00 Uhr | Serbien                                | 35:30        | Mazedonien                   | Čair-Halle, Niš Zuschauer: 1.000 Schiedsrichter: Doychinov, Goretsov |
| 3. Juni 2018 18:00 Uhr | meiste Tore: Krpež Šlezak, Obradović 6 | (16:13)      | meiste Tore: Gjeorgjievska 9 | Čair-Halle, Niš Zuschauer: 1.000 Schiedsrichter: Doychinov, Goretsov |
| 3. Juni 2018 18:00 Uhr | Strafen: 1× 2×                         | Spielbericht | Strafen: 1× 3×               | Čair-Halle, Niš Zuschauer: 1.000 Schiedsrichter: Doychinov, Goretsov |

### Gruppe 4
| Pl. | Land       | Sp. | S | U | N | Tore      | Diff. | Punkte |
| --- | ---------- | --- | - | - | - | --------- | ----- | ------ |
| 1.  | Rumänien   | 6   | 5 | 0 | 1 | 0179:1490 | +30   | 010:20 |
| 2.  | Russland   | 6   | 4 | 0 | 2 | 0168:1520 | +16   | 08:40  |
| 3.  | Österreich | 6   | 3 | 0 | 3 | 0163:1690 | −6    | 06:60  |
| 4.  | Portugal   | 6   | 0 | 0 | 6 | 0147:1870 | −40   | 00:120 |

| 27. September 2017 19:00 Uhr | Rumänien                                              | 36:25        | Österreich          | Traian Sports Hall, Râmnicu Vâlcea Zuschauer: 2.700 Schiedsrichter: Álvarez, Bustamante |
| 27. September 2017 19:00 Uhr | meiste Tore: Ardean-Elisei, Florianu, Geiger, Neagu 5 | (18:11)      | meiste Tore: Frey 8 | Traian Sports Hall, Râmnicu Vâlcea Zuschauer: 2.700 Schiedsrichter: Álvarez, Bustamante |
| 27. September 2017 19:00 Uhr | Strafen: 2× 5×                                        | Spielbericht | Strafen: 2× 3×      | Traian Sports Hall, Râmnicu Vâlcea Zuschauer: 2.700 Schiedsrichter: Álvarez, Bustamante |

| 28. September 2017 19:30 Uhr | Russland                             | 32:25        | Portugal                       | Krylatskoye Sports Palace, Moskau Zuschauer: 2.000 Schiedsrichter: Praštalo, Todorović |
| 28. September 2017 19:30 Uhr | meiste Tore: Kotschetowa, Makejewa 6 | (13:14)      | meiste Tore: Correia, Soares 5 | Krylatskoye Sports Palace, Moskau Zuschauer: 2.000 Schiedsrichter: Praštalo, Todorović |
| 28. September 2017 19:30 Uhr | Strafen: 3× 2×                       | Spielbericht | Strafen: 3× 4×                 | Krylatskoye Sports Palace, Moskau Zuschauer: 2.000 Schiedsrichter: Praštalo, Todorović |

| 30. September 2017 18:00 Uhr | Österreich          | 27:25        | Russland                   | BSFZ Südstadt, Maria Enzersdorf Zuschauer: 950 Schiedsrichter: Lidacka, Lesiak |
| 30. September 2017 18:00 Uhr | meiste Tore: Frey 7 | (13:16)      | meiste Tore: Kotschetowa 5 | BSFZ Südstadt, Maria Enzersdorf Zuschauer: 950 Schiedsrichter: Lidacka, Lesiak |
| 30. September 2017 18:00 Uhr | Strafen: 3× 5×      | Spielbericht | Strafen: 2× 1×             | BSFZ Südstadt, Maria Enzersdorf Zuschauer: 950 Schiedsrichter: Lidacka, Lesiak |

| 1. Oktober 2017 15:00 Uhr | Portugal                     | 16:32        | Rumänien                  | Pavilhão Gimnodesportivo Municipal de Luso, Luso Zuschauer: 1.200 Schiedsrichter: Antić, Jakovljević |
| 1. Oktober 2017 15:00 Uhr | meiste Tore: Lopes, Soares 4 | (5:16)       | meiste Tore: Udriștioiu 7 | Pavilhão Gimnodesportivo Municipal de Luso, Luso Zuschauer: 1.200 Schiedsrichter: Antić, Jakovljević |
| 1. Oktober 2017 15:00 Uhr | Strafen: 2× 4× 1×            | Spielbericht | Strafen: 2× 3×            | Pavilhão Gimnodesportivo Municipal de Luso, Luso Zuschauer: 1.200 Schiedsrichter: Antić, Jakovljević |

| 21. März 2018 19:30 Uhr | Russland                   | 30:25        | Rumänien             | Lada-Arena, Toljatti Zuschauer: 5.100 Schiedsrichter: Chaskis, Tsakonas |
| 21. März 2018 19:30 Uhr | meiste Tore: Dmitrijewa 10 | (17:15)      | meiste Tore: Neagu 9 | Lada-Arena, Toljatti Zuschauer: 5.100 Schiedsrichter: Chaskis, Tsakonas |
| 21. März 2018 19:30 Uhr | Strafen: 3× 5×             | Spielbericht | Strafen: 3×          | Lada-Arena, Toljatti Zuschauer: 5.100 Schiedsrichter: Chaskis, Tsakonas |

| 22. März 2018 20:30 Uhr | Portugal                  | 30:32        | Österreich                  | Municipal Hall Tondela, Tondela Zuschauer: 950 Schiedsrichter: Mitrović, Vešović |
| 22. März 2018 20:30 Uhr | meiste Tore: Rodrigues 10 | (11:17)      | meiste Tore: Scheffknecht 9 | Municipal Hall Tondela, Tondela Zuschauer: 950 Schiedsrichter: Mitrović, Vešović |
| 22. März 2018 20:30 Uhr | Strafen: 2× 4×            | Spielbericht | Strafen: 3× 5×              | Municipal Hall Tondela, Tondela Zuschauer: 950 Schiedsrichter: Mitrović, Vešović |

| 24. März 2018 20:25 Uhr | Österreich                  | 29:24        | Portugal              | Handball-Arena Rieden/Vorkloster, Bregenz Zuschauer: 1.400 Schiedsrichter: Mandák, Rudinský |
| 24. März 2018 20:25 Uhr | meiste Tore: Scheffknecht 6 | (16:11)      | meiste Tore: Soares 7 | Handball-Arena Rieden/Vorkloster, Bregenz Zuschauer: 1.400 Schiedsrichter: Mandák, Rudinský |
| 24. März 2018 20:25 Uhr | Strafen: 3× 8×              | Spielbericht | Strafen: 3× 5×        | Handball-Arena Rieden/Vorkloster, Bregenz Zuschauer: 1.400 Schiedsrichter: Mandák, Rudinský |

| 25. März 2018 18:30 Uhr | Rumänien                | 26:25        | Russland                             | Sala Polivalentă Cluj-Napoca, Cluj-Napoca Zuschauer: 8.000 Schiedsrichter: Christiansen, Hansen |
| 25. März 2018 18:30 Uhr | meiste Tore: Buceschi 6 | (15:12)      | meiste Tore: Kusnezowa, Wedjochina 5 | Sala Polivalentă Cluj-Napoca, Cluj-Napoca Zuschauer: 8.000 Schiedsrichter: Christiansen, Hansen |
| 25. März 2018 18:30 Uhr | Strafen: 1× 2×          | Spielbericht | Strafen: 2×                          | Sala Polivalentă Cluj-Napoca, Cluj-Napoca Zuschauer: 8.000 Schiedsrichter: Christiansen, Hansen |

| 31. Mai 2018 17:00 Uhr | Portugal                     | 24:30        | Russland                   | Pavilhão Multiusos de Sines, Sines Zuschauer: 1.000 Schiedsrichter: Herczeg, Südi |
| 31. Mai 2018 17:00 Uhr | meiste Tore: Lopes, Soares 5 | (14:15)      | meiste Tore: Wjachirewa 11 | Pavilhão Multiusos de Sines, Sines Zuschauer: 1.000 Schiedsrichter: Herczeg, Südi |
| 31. Mai 2018 17:00 Uhr | Strafen: 3× 2× 1×            | Spielbericht | Strafen: 3× 2×             | Pavilhão Multiusos de Sines, Sines Zuschauer: 1.000 Schiedsrichter: Herczeg, Südi |

| 31. Mai 2018 20:25 Uhr | Österreich                  | 25:28        | Rumänien                | Olympiahalle Innsbruck Zuschauer: 1.500 Schiedsrichter: Pech, Vágvölgyi |
| 31. Mai 2018 20:25 Uhr | meiste Tore: Scheffknecht 9 | (11:13)      | meiste Tore: Buceschi 8 | Olympiahalle Innsbruck Zuschauer: 1.500 Schiedsrichter: Pech, Vágvölgyi |
| 31. Mai 2018 20:25 Uhr | Strafen: 2× 5×              | Spielbericht | Strafen: 3× 4× 1×       | Olympiahalle Innsbruck Zuschauer: 1.500 Schiedsrichter: Pech, Vágvölgyi |

| 3. Juni 2018 15:00 Uhr | Russland                   | 26:25        | Österreich             | SSK Swesdny, Astrachan Zuschauer: 6.000 Schiedsrichter: B. Marić, Z. Mašić |
| 3. Juni 2018 15:00 Uhr | meiste Tore: Wjachirewa 12 | (16:13)      | meiste Tore: Kovacs 10 | SSK Swesdny, Astrachan Zuschauer: 6.000 Schiedsrichter: B. Marić, Z. Mašić |
| 3. Juni 2018 15:00 Uhr | Strafen: 3× 1×             | Spielbericht | Strafen: 3× 5×         | SSK Swesdny, Astrachan Zuschauer: 6.000 Schiedsrichter: B. Marić, Z. Mašić |

| 3. Juni 2018 18:30 Uhr | Rumänien                 | 32:28        | Portugal              | Sala Sporturilor Romeo Iamandi, Buzău Zuschauer: 2.000 Schiedsrichter: Duplyj, Kaweryna |
| 3. Juni 2018 18:30 Uhr | meiste Tore: Buceschi 10 | (19:13)      | meiste Tore: Soares 6 | Sala Sporturilor Romeo Iamandi, Buzău Zuschauer: 2.000 Schiedsrichter: Duplyj, Kaweryna |
| 3. Juni 2018 18:30 Uhr | Strafen: 2× 3×           | Spielbericht | Strafen: 3×           | Sala Sporturilor Romeo Iamandi, Buzău Zuschauer: 2.000 Schiedsrichter: Duplyj, Kaweryna |

### Gruppe 5
| Pl. | Land       | Sp. | S | U | N | Tore      | Diff. | Punkte |
| --- | ---------- | --- | - | - | - | --------- | ----- | ------ |
| 1.  | Dänemark   | 6   | 6 | 0 | 0 | 0153:1170 | +36   | 012:00 |
| 2.  | Tschechien | 6   | 2 | 2 | 2 | 0155:1520 | +3    | 06:60  |
| 3.  | Slowenien  | 6   | 1 | 3 | 2 | 0161:1590 | +2    | 05:70  |
| 4.  | Island     | 6   | 0 | 1 | 5 | 0126:1670 | −41   | 01:110 |

| 27. September 2017 20:10 Uhr | Tschechien              | 30:23        | Island                       | Sportovní hala Euronics Zlín, Zlín Zuschauer: 900 Schiedsrichter: Năstase, Stancu |
| 27. September 2017 20:10 Uhr | meiste Tore: Hrbková 10 | (15:11)      | meiste Tore: Haraldsdóttir 6 | Sportovní hala Euronics Zlín, Zlín Zuschauer: 900 Schiedsrichter: Năstase, Stancu |
| 27. September 2017 20:10 Uhr | Strafen: 2×             | Spielbericht | Strafen: 2× 5×               | Sportovní hala Euronics Zlín, Zlín Zuschauer: 900 Schiedsrichter: Năstase, Stancu |

| 27. September 2017 21:00 Uhr | Dänemark                | 28:22        | Slowenien             | Farum Arena, Farum Zuschauer: 2.225 Schiedsrichter: Herczeg, Südi |
| 27. September 2017 21:00 Uhr | meiste Tore: Heindahl 8 | (12:11)      | meiste Tore: Stanko 6 | Farum Arena, Farum Zuschauer: 2.225 Schiedsrichter: Herczeg, Südi |
| 27. September 2017 21:00 Uhr | Strafen: 2× 3×          | Spielbericht | Strafen: 3×           | Farum Arena, Farum Zuschauer: 2.225 Schiedsrichter: Herczeg, Südi |

| 1. Oktober 2017 15:00 Uhr | Island                              | 14:29        | Dänemark                | Laugardalshöllin, Reykjavík Zuschauer: 653 Schiedsrichter: Merz, Schilha |
| 1. Oktober 2017 15:00 Uhr | meiste Tore: Pálsdóttir, Thompson 3 | (4:13)       | meiste Tore: Tranborg 8 | Laugardalshöllin, Reykjavík Zuschauer: 653 Schiedsrichter: Merz, Schilha |
| 1. Oktober 2017 15:00 Uhr | Strafen: 3× 2×                      | Spielbericht | Strafen: 2× 5×          | Laugardalshöllin, Reykjavík Zuschauer: 653 Schiedsrichter: Merz, Schilha |

| 1. Oktober 2017 18:00 Uhr | Slowenien              | 28:28        | Tschechien              | Zlatorog Arena, Celje Zuschauer: 500 Schiedsrichter: Chaskis, Tsakonas |
| 1. Oktober 2017 18:00 Uhr | meiste Tore: Stanko 11 | (15:14)      | meiste Tore: Luzumová 7 | Zlatorog Arena, Celje Zuschauer: 500 Schiedsrichter: Chaskis, Tsakonas |
| 1. Oktober 2017 18:00 Uhr | Strafen: 3× 5×         | Spielbericht | Strafen: 3× 4×          | Zlatorog Arena, Celje Zuschauer: 500 Schiedsrichter: Chaskis, Tsakonas |

| 21. März 2018 17:00 Uhr | Tschechien                                 | 21:26        | Dänemark                    | Mestska sportovni Hala TJ Lokomotiva, Pilsen Zuschauer: 850 Schiedsrichter: Covalciuc, Covalciuc |
| 21. März 2018 17:00 Uhr | meiste Tore: Adámková, Hrbková, Luzumová 5 | (14:15)      | meiste Tore: S. Jørgensen 6 | Mestska sportovni Hala TJ Lokomotiva, Pilsen Zuschauer: 850 Schiedsrichter: Covalciuc, Covalciuc |
| 21. März 2018 17:00 Uhr | Strafen: 2×                                | Spielbericht | Strafen: 3× 6× 1×           | Mestska sportovni Hala TJ Lokomotiva, Pilsen Zuschauer: 850 Schiedsrichter: Covalciuc, Covalciuc |

| 21. März 2018 19:30 Uhr | Island                       | 30:30        | Slowenien           | Laugardalshöllin, Reykjavík Zuschauer: 750 Schiedsrichter: Vranes, Wenninger |
| 21. März 2018 19:30 Uhr | meiste Tore: Örvarsdóttir 10 | (16:17)      | meiste Tore: Gros 7 | Laugardalshöllin, Reykjavík Zuschauer: 750 Schiedsrichter: Vranes, Wenninger |
| 21. März 2018 19:30 Uhr | Strafen: 2× 5×               | Spielbericht | Strafen: 2× 3×      | Laugardalshöllin, Reykjavík Zuschauer: 750 Schiedsrichter: Vranes, Wenninger |

| 24. März 2018 16:10 Uhr | Dänemark                    | 21:20        | Tschechien              | Ceres Park, Aarhus Zuschauer: 3.872 Schiedsrichter: Marić, Mašić |
| 24. März 2018 16:10 Uhr | meiste Tore: S. Jørgensen 4 | (13:9)       | meiste Tore: Luzumová 6 | Ceres Park, Aarhus Zuschauer: 3.872 Schiedsrichter: Marić, Mašić |
| 24. März 2018 16:10 Uhr | Strafen: 3×                 | Spielbericht | Strafen: 3× 2×          | Ceres Park, Aarhus Zuschauer: 3.872 Schiedsrichter: Marić, Mašić |

| 25. März 2018 17:00 Uhr | Slowenien           | 28:18        | Island                       | Tri Lilije, Laško Zuschauer: 1.200 Schiedsrichter: Scevola, Alperan |
| 25. März 2018 17:00 Uhr | meiste Tore: Gros 7 | (15:10)      | meiste Tore: Haraldsdóttir 4 | Tri Lilije, Laško Zuschauer: 1.200 Schiedsrichter: Scevola, Alperan |
| 25. März 2018 17:00 Uhr | Strafen: 3× 5×      | Spielbericht | Strafen: 3× 4×               | Tri Lilije, Laško Zuschauer: 1.200 Schiedsrichter: Scevola, Alperan |

| 30. Mai 2018 18:00 Uhr | Slowenien            | 23:25        | Dänemark                      | Športna dvorana Golovec, Celje Zuschauer: 1.550 Schiedsrichter: Mandák, Rudinský |
| 30. Mai 2018 18:00 Uhr | meiste Tore: Gros 12 | (12:14)      | meiste Tore: Hansen, Woller 5 | Športna dvorana Golovec, Celje Zuschauer: 1.550 Schiedsrichter: Mandák, Rudinský |
| 30. Mai 2018 18:00 Uhr | Strafen: 3×          | Spielbericht | Strafen: 2× 6×                | Športna dvorana Golovec, Celje Zuschauer: 1.550 Schiedsrichter: Mandák, Rudinský |

| 30. Mai 2018 19:30 Uhr | Island                     | 24:26        | Tschechien              | Laugardalshöllin, Reykjavík Zuschauer: 550 Schiedsrichter: Brehmer, Skowronek |
| 30. Mai 2018 19:30 Uhr | meiste Tore: Knútsdóttir 7 | (9:14)       | meiste Tore: Luzumová 8 | Laugardalshöllin, Reykjavík Zuschauer: 550 Schiedsrichter: Brehmer, Skowronek |
| 30. Mai 2018 19:30 Uhr | Strafen: 3×                | Spielbericht | Strafen: 2× 1×          | Laugardalshöllin, Reykjavík Zuschauer: 550 Schiedsrichter: Brehmer, Skowronek |

| 2. Juni 2018 16:10 Uhr | Dänemark                                 | 24:17        | Island                    | Forum Horsens Zuschauer: 2.089 Schiedsrichter: M. Bennani, S. Bennani |
| 2. Juni 2018 16:10 Uhr | meiste Tore: Hansen, Nielsen, Tranborg 4 | (12:6)       | meiste Tore: Pálsdóttir 4 | Forum Horsens Zuschauer: 2.089 Schiedsrichter: M. Bennani, S. Bennani |
| 2. Juni 2018 16:10 Uhr | Strafen: 3× 6×                           | Spielbericht | Strafen: 3× 1×            | Forum Horsens Zuschauer: 2.089 Schiedsrichter: M. Bennani, S. Bennani |

| 3. Juni 2018 19:00 Uhr | Tschechien              | 30:30        | Slowenien                          | Sportovní hala Baník Most, Most Zuschauer: 1.100 Schiedsrichter: Alpaidse, Berjoskina |
| 3. Juni 2018 19:00 Uhr | meiste Tore: Luzumová 9 | (17:12)      | meiste Tore: Gros, Stanko, Zulić 6 | Sportovní hala Baník Most, Most Zuschauer: 1.100 Schiedsrichter: Alpaidse, Berjoskina |
| 3. Juni 2018 19:00 Uhr | Strafen: 2× 3×          | Spielbericht | Strafen: 3× 4×                     | Sportovní hala Baník Most, Most Zuschauer: 1.100 Schiedsrichter: Alpaidse, Berjoskina |

### Gruppe 6
| Pl. | Land        | Sp. | S | U | N | Tore      | Diff. | Punkte |
| --- | ----------- | --- | - | - | - | --------- | ----- | ------ |
| 1.  | Spanien     | 6   | 5 | 0 | 1 | 0161:1230 | +38   | 010:20 |
| 2.  | Deutschland | 6   | 4 | 1 | 1 | 0177:1210 | +56   | 09:30  |
| 3.  | Türkei      | 6   | 1 | 1 | 4 | 0118:1730 | −55   | 03:90  |
| 4.  | Litauen     | 6   | 0 | 2 | 4 | 0117:1560 | −39   | 02:100 |

| 27. August 2017 20:00 Uhr | Spanien                | 35:16        | Türkei                  | Pabellón de Deportes de Melialla Imbroda Ortiz, Melilla Zuschauer: 1.800 Schiedsrichter: Bounouara, Sami |
| 27. August 2017 20:00 Uhr | meiste Tore: Martín 12 | (18:7)       | meiste Tore: Adıyaman 5 | Pabellón de Deportes de Melialla Imbroda Ortiz, Melilla Zuschauer: 1.800 Schiedsrichter: Bounouara, Sami |
| 27. August 2017 20:00 Uhr | Strafen: 3× 2×         | Spielbericht | Strafen: 3×             | Pabellón de Deportes de Melialla Imbroda Ortiz, Melilla Zuschauer: 1.800 Schiedsrichter: Bounouara, Sami |

| 27. August 2017 20:00 Uhr | Deutschland         | 26:26        | Litauen                | EWE Arena, Oldenburg Zuschauer: 2.154 Schiedsrichter: Sigurjónsson, Petursson |
| 27. August 2017 20:00 Uhr | meiste Tore: Bölk 6 | (11:14)      | meiste Tore: Gedroit 9 | EWE Arena, Oldenburg Zuschauer: 2.154 Schiedsrichter: Sigurjónsson, Petursson |
| 27. August 2017 20:00 Uhr | Strafen: 3× 5×      | Spielbericht | Strafen: 3× 5×         | EWE Arena, Oldenburg Zuschauer: 2.154 Schiedsrichter: Sigurjónsson, Petursson |

| 1. Oktober 2017 17:00 Uhr | Türkei               | 16:30        | Deutschland          | Amasya Spor Salonu, Amasya Zuschauer: 2.500 Schiedsrichter: Vujačić, Kažanegra |
| 1. Oktober 2017 17:00 Uhr | meiste Tore: İskit 6 | (11:14)      | meiste Tore: Huber 6 | Amasya Spor Salonu, Amasya Zuschauer: 2.500 Schiedsrichter: Vujačić, Kažanegra |
| 1. Oktober 2017 17:00 Uhr | Strafen: 3× 6×       | Spielbericht | Strafen: 3× 4×       | Amasya Spor Salonu, Amasya Zuschauer: 2.500 Schiedsrichter: Vujačić, Kažanegra |

| 1. Oktober 2017 19:00 Uhr | Litauen                     | 17:24        | Spanien                       | Alytaus Arena, Alytus Zuschauer: 650 Schiedsrichter: Alpaidse, Berjoskina |
| 1. Oktober 2017 19:00 Uhr | meiste Tore: Ivanauskaitė 9 | (9:9)        | meiste Tore: Cabral Barbosa 8 | Alytaus Arena, Alytus Zuschauer: 650 Schiedsrichter: Alpaidse, Berjoskina |
| 1. Oktober 2017 19:00 Uhr | Strafen: 3× 2×              | Spielbericht | Strafen: 3× 2×                | Alytaus Arena, Alytus Zuschauer: 650 Schiedsrichter: Alpaidse, Berjoskina |

| 21. März 2018 19:00 Uhr | Deutschland          | 33:24        | Spanien                       | Scharrena Stuttgart, Stuttgart Zuschauer: 1.735 Schiedsrichter: Florescu, Stoia |
| 21. März 2018 19:00 Uhr | meiste Tore: Smits 5 | (16:13)      | meiste Tore: Cabral Barbosa 6 | Scharrena Stuttgart, Stuttgart Zuschauer: 1.735 Schiedsrichter: Florescu, Stoia |
| 21. März 2018 19:00 Uhr | Strafen: 3× 4×       | Spielbericht | Strafen: 3×                   | Scharrena Stuttgart, Stuttgart Zuschauer: 1.735 Schiedsrichter: Florescu, Stoia |

| 22. März 2018 19:00 Uhr | Litauen                     | 22:22        | Türkei              | Sporthalle Kaunas, Kaunas Zuschauer: 1.450 Schiedsrichter: Buache, Meyer |
| 22. März 2018 19:00 Uhr | meiste Tore: Ivanauskaitė 6 | (9:12)       | meiste Tore: Özel 7 | Sporthalle Kaunas, Kaunas Zuschauer: 1.450 Schiedsrichter: Buache, Meyer |
| 22. März 2018 19:00 Uhr | Strafen: 3×                 | Spielbericht | Strafen: 2× 5×      | Sporthalle Kaunas, Kaunas Zuschauer: 1.450 Schiedsrichter: Buache, Meyer |

| 24. März 2018 20:00 Uhr | Spanien                       | 27:23        | Deutschland            | Polideportivo Jose A. GASCA, Donostia-San Sebastián Zuschauer: 2.448 Schiedsrichter: Brehmer, Skowronek |
| 24. März 2018 20:00 Uhr | meiste Tore: Cabral Barbosa 6 | (12:9)       | meiste Tore: Schulze 5 | Polideportivo Jose A. GASCA, Donostia-San Sebastián Zuschauer: 2.448 Schiedsrichter: Brehmer, Skowronek |
| 24. März 2018 20:00 Uhr | Strafen: 3×                   | Spielbericht | Strafen: 3×            | Polideportivo Jose A. GASCA, Donostia-San Sebastián Zuschauer: 2.448 Schiedsrichter: Brehmer, Skowronek |

| 25. März 2018 17:30 Uhr | Türkei               | 30:24        | Litauen                              | Hasan Dagi Spor Salonu, Aksaray Zuschauer: 2.400 Schiedsrichter: Manea, Iliescu |
| 25. März 2018 17:30 Uhr | meiste Tore: İskit 9 | (15:10)      | meiste Tore: Gedroit, Ivanauskaitė 8 | Hasan Dagi Spor Salonu, Aksaray Zuschauer: 2.400 Schiedsrichter: Manea, Iliescu |
| 25. März 2018 17:30 Uhr | Strafen: 3× 8× 1×    | Spielbericht | Strafen: 2× 3×                       | Hasan Dagi Spor Salonu, Aksaray Zuschauer: 2.400 Schiedsrichter: Manea, Iliescu |

| 30. Mai 2018 17:00 Uhr | Türkei               | 17:22        | Spanien                 | Amasya Spor Salonu, Amasya Zuschauer: 2.500 Schiedsrichter: Ilieva, Karbeska |
| 30. Mai 2018 17:00 Uhr | meiste Tore: İskit 8 | (9:9)        | meiste Tore: González 7 | Amasya Spor Salonu, Amasya Zuschauer: 2.500 Schiedsrichter: Ilieva, Karbeska |
| 30. Mai 2018 17:00 Uhr | Strafen: 2×          | Spielbericht | Strafen: 3× 2×          | Amasya Spor Salonu, Amasya Zuschauer: 2.500 Schiedsrichter: Ilieva, Karbeska |

| 31. Mai 2018 19:00 Uhr | Litauen                    | 11:25        | Deutschland            | Alytaus Arena, Alytus Zuschauer: 350 Schiedsrichter: A. Konjičanin, D. Konjičanin |
| 31. Mai 2018 19:00 Uhr | meiste Tore: Šidlauskytė 3 | (6:10)       | meiste Tore: Loerper 5 | Alytaus Arena, Alytus Zuschauer: 350 Schiedsrichter: A. Konjičanin, D. Konjičanin |
| 31. Mai 2018 19:00 Uhr | Strafen: 2× 3×             | Spielbericht | Strafen: 3× 6×         | Alytaus Arena, Alytus Zuschauer: 350 Schiedsrichter: A. Konjičanin, D. Konjičanin |

| 2. Juni 2018 16:00 Uhr | Deutschland           | 40:17        | Türkei               | Schwalbe-Arena, Gummersbach Zuschauer: 1.424 Schiedsrichter: Lidacka, Lesiak |
| 2. Juni 2018 16:00 Uhr | meiste Tore: Stolle 6 | (20:10)      | meiste Tore: İskit 4 | Schwalbe-Arena, Gummersbach Zuschauer: 1.424 Schiedsrichter: Lidacka, Lesiak |
| 2. Juni 2018 16:00 Uhr | Strafen: 3× 2×        | Spielbericht | Strafen: 3× 4×       | Schwalbe-Arena, Gummersbach Zuschauer: 1.424 Schiedsrichter: Lidacka, Lesiak |

| 2. Juni 2018 18:00 Uhr | Spanien                   | 29:17        | Litauen                  | Quijote Arena, Ciudad Real Zuschauer: 4.000 Schiedsrichter: Antić, Jakovljević |
| 2. Juni 2018 18:00 Uhr | meiste Tore: Etxeberria 5 | (15:7)       | meiste Tore: Kniubaitė 6 | Quijote Arena, Ciudad Real Zuschauer: 4.000 Schiedsrichter: Antić, Jakovljević |
| 2. Juni 2018 18:00 Uhr | Strafen: 3×               | Spielbericht | Strafen: 3×              | Quijote Arena, Ciudad Real Zuschauer: 4.000 Schiedsrichter: Antić, Jakovljević |

### Gruppe 7
| Pl. | Land        | Sp. | S | U | N | Tore      | Diff. | Punkte |
| --- | ----------- | --- | - | - | - | --------- | ----- | ------ |
| 1.  | Ungarn      | 6   | 5 | 0 | 1 | 0170:1080 | +62   | 010:20 |
| 2.  | Niederlande | 6   | 5 | 0 | 1 | 0185:1180 | +67   | 010:20 |
| 3.  | Belarus     | 6   | 2 | 0 | 4 | 0161:1570 | +4    | 04:80  |
| 4.  | Kosovo      | 6   | 0 | 0 | 6 | 095:2280  | −133  | 00:120 |

| 27. September 2017 18:00 Uhr | Ungarn                              | 37:12        | Kosovo                       | Elek Gyula Aréna, Budapest Zuschauer: 1.100 Schiedsrichter: Backović, Palačković |
| 27. September 2017 18:00 Uhr | meiste Tore: Bognár-Bódi, Görbicz 6 | (18:5)       | meiste Tore: Aliu, Rexhepi 4 | Elek Gyula Aréna, Budapest Zuschauer: 1.100 Schiedsrichter: Backović, Palačković |
| 27. September 2017 18:00 Uhr | Strafen: 2× 1×                      | Spielbericht | Strafen: 2×                  | Elek Gyula Aréna, Budapest Zuschauer: 1.100 Schiedsrichter: Backović, Palačković |

| 27. September 2017 19:30 Uhr | Niederlande            | 33:21        | Weißrussland                             | Indoor-Sportcentrum Eindhoven, Eindhoven Zuschauer: 4.500 Schiedsrichter: Christiansen, Hansen |
| 27. September 2017 19:30 Uhr | meiste Tore: Abbingh 6 | (16:10)      | meiste Tore: Nestsiaruk, Shamanouskaya 5 | Indoor-Sportcentrum Eindhoven, Eindhoven Zuschauer: 4.500 Schiedsrichter: Christiansen, Hansen |
| 27. September 2017 19:30 Uhr | Strafen: 3× 2×         | Spielbericht | Strafen: 2× 3×                           | Indoor-Sportcentrum Eindhoven, Eindhoven Zuschauer: 4.500 Schiedsrichter: Christiansen, Hansen |

| 1. Oktober 2017 14:30 Uhr | Weißrussland                 | 18:25        | Ungarn                 | Sportpalast Minsk, Minsk Zuschauer: 2.000 Schiedsrichter: Opava, Válek |
| 1. Oktober 2017 14:30 Uhr | meiste Tore: Vasileuskaya 10 | (8:12)       | meiste Tore: Görbicz 6 | Sportpalast Minsk, Minsk Zuschauer: 2.000 Schiedsrichter: Opava, Válek |
| 1. Oktober 2017 14:30 Uhr | Strafen: 2× 1×               | Spielbericht | Strafen: 3×            | Sportpalast Minsk, Minsk Zuschauer: 2.000 Schiedsrichter: Opava, Válek |

| 1. Oktober 2017 20:00 Uhr | Kosovo               | 12:40        | Niederlande            | Palace of Youth and Sports, Pristina Zuschauer: 400 Schiedsrichter: Sager, Styger |
| 1. Oktober 2017 20:00 Uhr | meiste Tore: Demaj 5 | (4:19)       | meiste Tore: Abbingh 8 | Palace of Youth and Sports, Pristina Zuschauer: 400 Schiedsrichter: Sager, Styger |
| 1. Oktober 2017 20:00 Uhr | Strafen: 2× 4×       | Spielbericht | Strafen: 3×            | Palace of Youth and Sports, Pristina Zuschauer: 400 Schiedsrichter: Sager, Styger |

| 21. März 2018 18:00 Uhr | Kosovo               | 22:31        | Weißrussland                                | Palace of Youth and Sports, Pristina Zuschauer: 1.000 Schiedsrichter: Hatipoğlu, Şimşek |
| 21. März 2018 18:00 Uhr | meiste Tore: Demaj 9 | (8:16)       | meiste Tore: Kotsina, Mazgo, Vasileuskaya 5 | Palace of Youth and Sports, Pristina Zuschauer: 1.000 Schiedsrichter: Hatipoğlu, Şimşek |
| 21. März 2018 18:00 Uhr | Strafen: 3×          | Spielbericht | Strafen: 3×                                 | Palace of Youth and Sports, Pristina Zuschauer: 1.000 Schiedsrichter: Hatipoğlu, Şimşek |

| 22. März 2018 18:00 Uhr | Ungarn                 | 18:19        | Niederlande                | Audi Arena, Győr Zuschauer: 5.000 Schiedsrichter: Brkic, Jusufhodzic |
| 22. März 2018 18:00 Uhr | meiste Tore: Hornyák 4 | (11:10)      | meiste Tore: Bont, Broch 6 | Audi Arena, Győr Zuschauer: 5.000 Schiedsrichter: Brkic, Jusufhodzic |
| 22. März 2018 18:00 Uhr | Strafen: 2×            | Spielbericht | Strafen: 3×                | Audi Arena, Győr Zuschauer: 5.000 Schiedsrichter: Brkic, Jusufhodzic |

| 25. März 2018 15:00 Uhr | Weißrussland            | 41:18        | Kosovo               | Sportpalast Minsk, Minsk Zuschauer: 1.550 Schiedsrichter: Žabko, Jaškins |
| 25. März 2018 15:00 Uhr | meiste Tore: Kotsina 10 | (21:9)       | meiste Tore: Demaj 7 | Sportpalast Minsk, Minsk Zuschauer: 1.550 Schiedsrichter: Žabko, Jaškins |
| 25. März 2018 15:00 Uhr | Strafen: 2×             | Spielbericht | Strafen: 2× 3×       | Sportpalast Minsk, Minsk Zuschauer: 1.550 Schiedsrichter: Žabko, Jaškins |

| 25. März 2018 16:00 Uhr | Niederlande            | 22:23        | Ungarn                   | Indoor-Sportcentrum Eindhoven, Eindhoven Zuschauer: 6.000 Schiedsrichter: C. Bonaventura, J. Bonaventura |
| 25. März 2018 16:00 Uhr | meiste Tore: Abbingh 8 | (12:12)      | meiste Tore: Kovacsics 6 | Indoor-Sportcentrum Eindhoven, Eindhoven Zuschauer: 6.000 Schiedsrichter: C. Bonaventura, J. Bonaventura |
| 25. März 2018 16:00 Uhr | Strafen: 3× 4×         | Spielbericht | Strafen: 3× 5×           | Indoor-Sportcentrum Eindhoven, Eindhoven Zuschauer: 6.000 Schiedsrichter: C. Bonaventura, J. Bonaventura |

| 30. Mai 2018 18:00 Uhr | Kosovo                  | 15:37        | Ungarn                          | Palestra Bill Clinton, Ferizaj Zuschauer: 500 Schiedsrichter: Macho, Hájek |
| 30. Mai 2018 18:00 Uhr | meiste Tore: Gjikokaj 5 | (3:16)       | meiste Tore: Hornyák, Schatzl 7 | Palestra Bill Clinton, Ferizaj Zuschauer: 500 Schiedsrichter: Macho, Hájek |
| 30. Mai 2018 18:00 Uhr | Strafen: 2×             | Spielbericht | Strafen: 2× 1×                  | Palestra Bill Clinton, Ferizaj Zuschauer: 500 Schiedsrichter: Macho, Hájek |

| 31. Mai 2018 19:00 Uhr | Weißrussland         | 28:29        | Niederlande           | Sportpalast Minsk, Minsk Zuschauer: 2.300 Schiedsrichter: Năstase, Stancu |
| 31. Mai 2018 19:00 Uhr | meiste Tore: Mazgo 9 | (13:16)      | meiste Tore: Groot 10 | Sportpalast Minsk, Minsk Zuschauer: 2.300 Schiedsrichter: Năstase, Stancu |
| 31. Mai 2018 19:00 Uhr | Strafen: 2×          | Spielbericht | Strafen: 1×           | Sportpalast Minsk, Minsk Zuschauer: 2.300 Schiedsrichter: Năstase, Stancu |

| 2. Juni 2018 15:00 Uhr | Niederlande               | 42:16        | Kosovo                  | Topsportcentrum Almere, Almere Zuschauer: 2.400 Schiedsrichter: Žalienė, Kijauskaitė |
| 2. Juni 2018 15:00 Uhr | meiste Tore: Nieuwenweg 8 | (21:10)      | meiste Tore: Merditaj 6 | Topsportcentrum Almere, Almere Zuschauer: 2.400 Schiedsrichter: Žalienė, Kijauskaitė |
| 2. Juni 2018 15:00 Uhr | Strafen: 3× 5×            | Spielbericht | Strafen: 3× 2×          | Topsportcentrum Almere, Almere Zuschauer: 2.400 Schiedsrichter: Žalienė, Kijauskaitė |

| 2. Juni 2018 16:30 Uhr | Ungarn                 | 30:22        | Weißrussland                | Messzi István Sportcsarnok, Kecskemét Zuschauer: 1.866 Schiedsrichter: Røen, Arntsen |
| 2. Juni 2018 16:30 Uhr | meiste Tore: Hornyák 7 | (12:13)      | meiste Tore: Vasileuskaya 5 | Messzi István Sportcsarnok, Kecskemét Zuschauer: 1.866 Schiedsrichter: Røen, Arntsen |
| 2. Juni 2018 16:30 Uhr | Strafen: 2×            | Spielbericht | Strafen: 2×                 | Messzi István Sportcsarnok, Kecskemét Zuschauer: 1.866 Schiedsrichter: Røen, Arntsen |